# Рибница (притока Мораче)
Рибница је ријека у Црној Гори. Извире под брдашцем Какарицом. Рибница је једна од шест ријека које протичу кроз Подгорицу. У центру града улива се у Морачу. Врела Рибничка, дио данашње Подгорице назван је по овој ријеци.
На ушћу у Морачу налази се истоимено утврђење.